# Henriette Herwig
Henriette Herwig (* 1956 in Hünfeld) ist eine deutsche Germanistin.

## Leben
Von 1975 bis 1980 studierte sie Germanistik, Theologie, Erziehungs- und Gesellschaftswissenschaften an der Universität Kassel. Nach dem Promotionsstudium (1981–1985) an den Universitäten Zürich und Bern war sie von 1986 bis 1988 wissenschaftliche Assistentin von Peter Rusterholz (Neuere deutsche Literatur) und Ruth Meyer Schweizer (empirische Soziologie) gleichzeitig an zwei Instituten der Universität Bern. Nach der Promotion zum Dr. phil. 1985 an der Universität Kassel war sie von 1989 bis 1997 erst wissenschaftliche Assistentin, dann Oberassistentin am Institut für Germanistik der Universität Bern. Nach der Habilitation 1996 durch die philosophisch-historische Fakultät der Universität Bern war sie von 1997 bis 2001 Hochschuldozentin an der Universität Bern und von 2001 bis 2003 Professorin für Neuere deutsche Literaturgeschichte an der Albert-Ludwigs-Universität Freiburg. Von 2003 bis 2022 hatte sie einen Lehrstuhl für Neuere deutsche Literaturwissenschaft an der Heinrich-Heine-Universität Düsseldorf inne. Im Frühjahrssemester 2017 bekleidete sie die Max-Kade-Gastprofessur an der University of California (Davis).
Ihre Forschungsschwerpunkte sind Goethe-Forschung und Goethezeit, Literatur des 19. bis 21. Jahrhunderts, historische Anthropologie, Literatur der Jahrhundertwende (um 1900), Schweizer Literatur, deutsch-jüdische Literaturbeziehungen, Literatur von Frauen, Literatursemiotik und Literaturtheorie, Gender Studies und Cultural Gerontology.
Herwig war von 1992 bis 1998 Mitglied des Vorstands der Schweizerischen Akademie der Geistes- und Sozialwissenschaften und von 1997 bis 2002 Gründungspräsidentin der Goethe-Gesellschaft Schweiz. Von 2003 bis 2021 leitete sie als Präsidentin die Hermann-Hesse-Stiftung Bern.

## Schriften (Auswahl)
- Sozialstatistik oder Lektürebiographie? Methoden der Leseforschung im Dialog. Kassel 1982, ISBN 3-88122-287-1.
- Verwünschte Beziehungen, verwebte Bezüge. Zerfall und Verwandlung des Dialogs bei Botho Strauß. Tübingen 1986, ISBN 3-923721-32-3.
- (mit Jean-Pierre Wils, Reiner Wimmer): Ankündigung der Sterblichkeit. Tübingen 1992, ISBN 3-89308-148-8.
- „Wilhelm Meisters Wanderjahre“. Geschlechterdifferenz, sozialer Wandel, historische Anthropologie. 2. Aufl., Tübingen/Basel 2002, ISBN 3-7720-2178-6.
- (Hg. mit Irmgard Wirtz, Stefan Bodo Würffel): Lese-Zeichen. Semiotik und Hermeneutik in Raum und Zeit. Tübingen/Basel 1999, ISBN 3-7720-2739-3.
- (Hg.): Intertextualität. Zeitschrift für Semiotik 24 (2002), Heft 2–3, Tübingen 2003, ISBN 3-86057-951-7.
- (Hg.): Zeichenkörper und Körperzeichen im Wandel von Literatur- und Sprachgeschichte. Freiburg i.Br./Berlin 2005, ISBN 3-7930-9425-1.
- (Hg. mit Volker Kalisch et al.): Übergänge. Zwischen Künsten und Kulturen. Internationaler Kongress zum 150. Todestag von Heinrich Heine und Robert Schumann. Stuttgart/Weimar 2007, ISBN 978-3-476-02184-7.
- (Hg. mit Heiner Fangerau et al.): Alterskulturen und Potentiale des Alter(n)s. Berlin 2007, ISBN 978-3-05-004348-7.
- (Hg.): Alterskonzepte in Literatur, bildender Kunst, Film und Medizin. Freiburg i.Br./Berlin/Wien 2009, ISBN 978-3-7930-9482-1.
- (Hrsg., mit Sikander Singh): „Magischer Einklang“. Dialog der Künste im Werk Hermann Hesses. Göttingen 2011, ISBN 978-3-8353-0969-2.
- (Hg., mit Florian Trabert): Der Grenzgänger Hermann Hesse. Neue Perspektiven der Forschung. Freiburg. i.Br./Berlin/Wien 2013, ISBN 978-3-7930-9699-3.
- (Hg.): Merkwürdige Alte. Zu einer literarischen und bildlichen Kultur des Alter(n)s. Bielefeld 2014, ISBN 3-8376-2669-5.
- (Hg. mit Andrea von Hülsen-Esch): Der Sturm. Literatur, Musik, Graphik und die Vernetzung in der Zeit des Expressionismus. Berlin/Boston 2015, ISBN 978-3-11-041318-2.
- (Hg. mit Miriam Seidler): Nach der Utopie der Liebe? Beziehungsmodelle nach der romantischen Liebe. Würzburg 2014, ISBN 978-3-95650-055-8.
- (Hg., mit Andrea von Hülsen-Esch): Alte im Film und auf der Bühne. Neue Altersbilder und Altersrollen in den darstellenden Künsten. Bielefeld 2016, ISBN 978-3-8376-2936-1.
- (Hg. mit Robin-M. Aust): Peter Rusterholz: Chaos und Renaissance im Durcheinandertal Dürrenmatts. Baden-Baden 2017, ISBN 978-3-95650-289-7.
- (Hg., mit Mara Stuhlfauth-Trabert): Alter(n) in der Populärkultur. Bielefeld 2022, ISBN 978-3-8376-5992-4.
- (Hg., mit Raimund Pousset): Senizid. Interdisziplinäre Perspektiven. Wiesbaden 2023, ISBN 978-3-658-42149-6
- Editionen
- (Hg. mit Jürgen Herwig): Helene Böhlau: Der Rangierbahnhof. Roman (1896). Mellrichstadt 2003, ISBN 3-936084-44-0.
- (Hg. mit Jürgen Herwig): Helene Böhlau: Halbtier! Roman (1899). Mellrichstadt 2003, ISBN 3-936084-42-4.
- (Hg. mit Rita Jorek): Elsa Asenijeff: Tagebuchblätter einer Emancipierten (1902). Mellrichstadt 2003, ISBN 3-936084-61-0.
- (Hg. mit Jürgen Herwig): Elsa Asenijeff: Ist das die Liebe?/ Unschuld. Erzählungen (1896/1901). Mellrichstadt 2003, ISBN 3-936084-43-2.
- (Hg. mit Anke Susanne Hoffmann): Clara Viebig: Vor Tau und Tag und andere Novellen (1897–1914). Mellrichstadt 2008, ISBN 978-3-936084-66-5.
- (Hg. mit Johannes Waßmer): Georg Munk (Paula Judith Buber): Muckensturm. Ein jahr im Leben einer kleinen Stadt. Berlin 2008, ISBN 978-3-8258-1757-2.
- (Hg. mit Johannes Waßmer): Georg Munk (Paula Judith Buber): Irregang. Berlin 2009, ISBN 978-3-8258-1780-0.
- (Hg. mit Annette Kliewer): Grete Meisel-Hess: Fanny Roth. Eine Jung-Frauengeschichte (1902). Ausgewählte Essays. Stockheim 2010, ISBN 978-3-936084-77-1.
- (Hg. mit Johannes Waßmer, Nora Bruchhaus): Gabriele Reuter: Das Tränenhaus. Berlin 2013, ISBN 978-3-643-12044-1.
- (Hg. mit Helmut Zwanger): Altershalber. Gedichte aus acht Jahrhunderten. Tübingen 2015, ISBN 978-3-86351-089-3.
- (Hg. mit Sabrina Huber, Maike Purwin): Adele Jellinek: Das Tor. Wien 2017, ISBN 978-3-643-50786-0.
- (Hg. mit Sabrina Huber, Denise Pfennig): Ingrid Bachér: Robert oder Das Ausweichen in Falschmeldungen. Roman. Berlin 2019, ISBN 978-3-643-14115-6.
- (Hg. mit Robin-M. Aust, Leah Vogt): Auguste Hauschner: Zwischen den Zeiten. Roman. Berlin: LIT 2024, ISBN 978-3-643-15428-6.